# Praia fluvial das Fragas de S. Simão
A Praia fluvial das Fragas de São Simão é uma praia fluvial localizada em Figueiró dos Vinhos.
Encontra-se a aproximadamente 7 km de Figueiró dos Vinhos, na direcção da aldeia de Ana de Aviz.

## Descrição
Águas límpidas rodeadas de imensas fragas, que lhe dão o nome e que possibilitam a realização escaladase passeios pelos Passadiços das Fragas de são Simão.
Rodeada por uma luxuriante flora a qual é propícia a realização de piqueniques, existindo para tal um parque de merendas, e instalações para a confecção de churrascos.
Existe nas imediações um pequeno bar aberto apenas durante os meses de verão.
Possui um miradouro no topo das fragas, com vista para toda a área circundante.

## Actividades
É costume durante o verão a realização de actividades desportivas neste local, tais como escaladas tanto nas próprias fragas como em paredes de escaladas montadas para este fim, e provas de BTT.
|  |  |  |  |